# GREATEST SHADOW
『GREATEST SHADOW』（グレイテスト・シャドウ）は、1993年4月4日に発売されたGLAYのデモテープである。

## 概要
- ショップなどで販売されたデモテープ。
- 数回生産された為、「SPEED POP」と共に、出回っている数は多い。
- 初回版のみに、A面の冒頭にSEが収録されている。
- ジャケットは、僅かな違いであるが3種類存在している。

## 収録曲
1. BELRIN & KEYPERSONS
2. 真昼のロンド
3. GREATEST SHADOW
4. KISSIN' NOISE
5. TEARS SONG
1994年のアルバム『灰とダイヤモンド』に収録されている「ひどくありふれたホワイトノイズをくれ」の原曲。後に2014年リリースの『灰とダイヤモンド Anthology』にて初CD化された。
6. …an angelus bell